# Mimela pyriformis
Mimela pyriformis är en skalbaggsart som beskrevs av Gilbert John Arrow 1908. Mimela pyriformis ingår i släktet Mimela och familjen Rutelidae. Inga underarter finns listade i Catalogue of Life.